# Nüwa

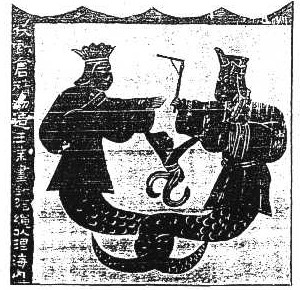
Nüwa e Fuxi dipinti sui murali della Dinastia Han (206 a.C. – 220 d.C.)

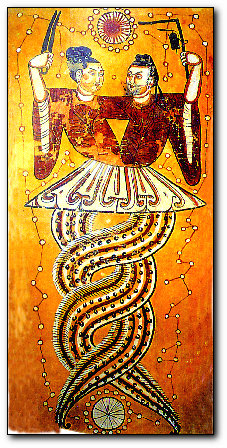
Nüwa e Fuxi. Dipinto su seta, Dinastia Tang (651-676). Xinjiang, Museo della regione autonoma Uigura.

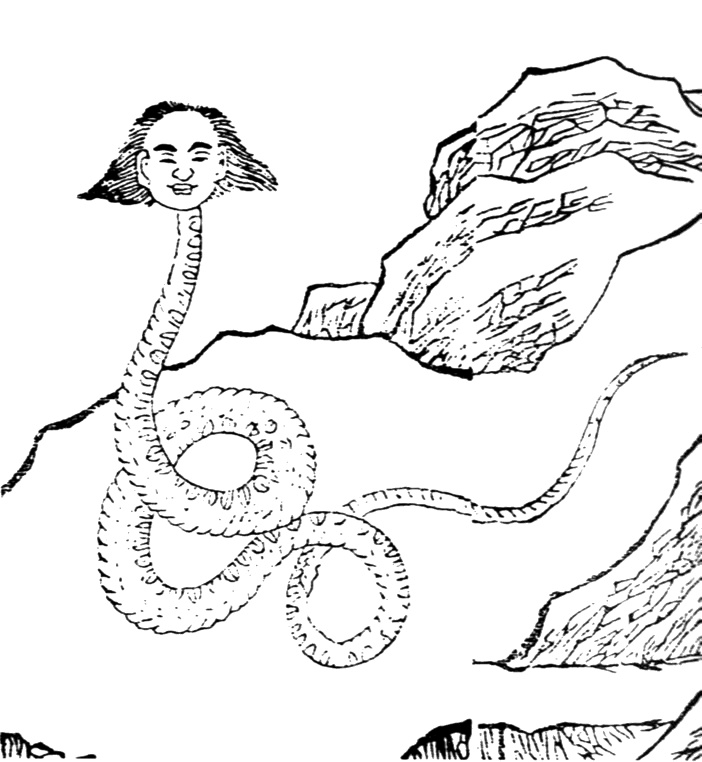
Nüwa iconografia in Shan Hai Jing

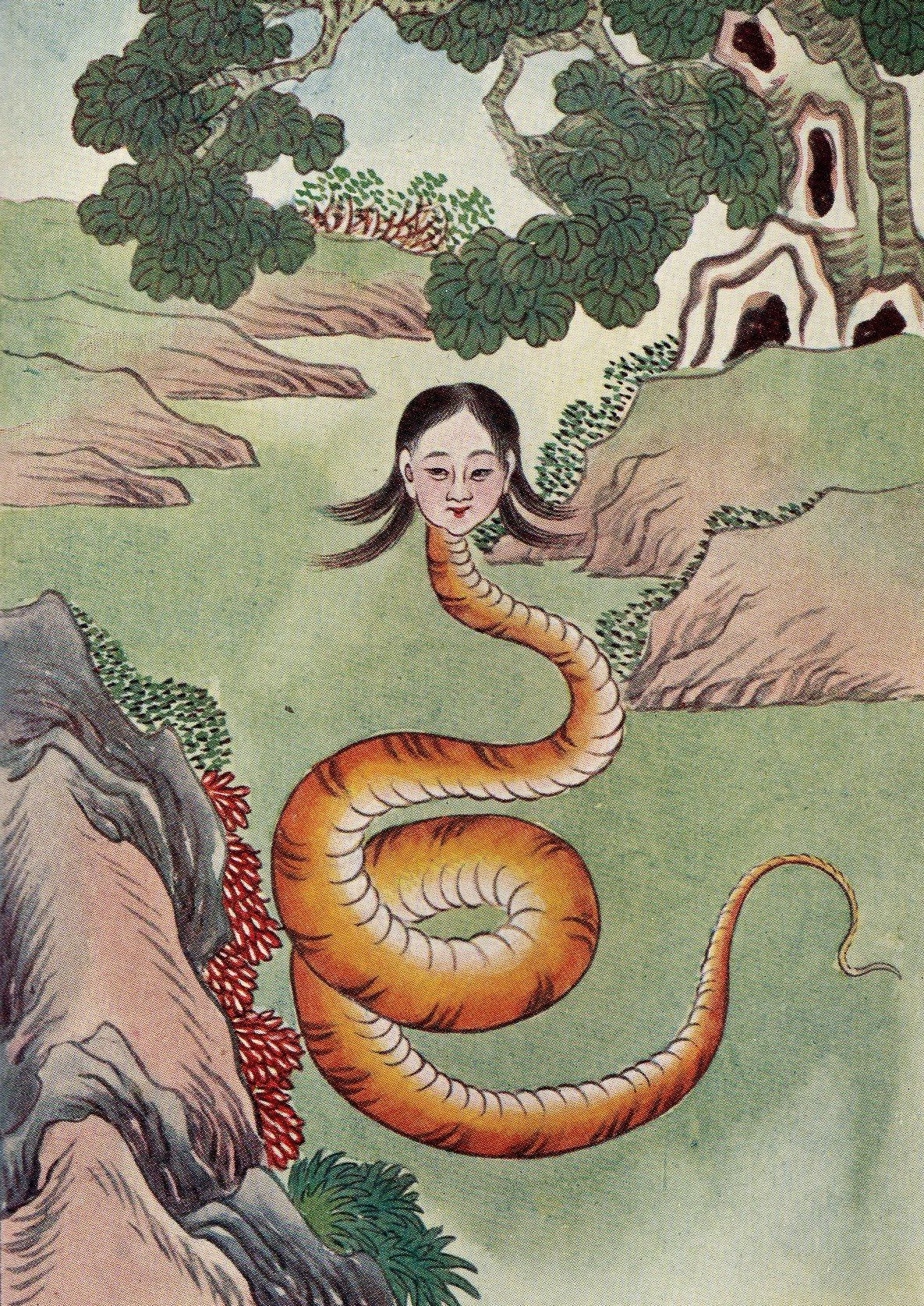
Nüwa, in Myths and Legends of China di Edward Theodore Chalmers Werner, 1922

Nüwa (女娲T, 女媧S, NǚwāP) secondo la mitologia cinese è una divinità femminile della creazione, sorella di Fu Xi. Il suo aspetto è a metà strada tra l'essere umano, di cui conserva la testa e la parte superiore del corpo, e l'animale, con la metà inferiore del corpo dalle sembianze di serpente, drago o pesce. Secondo la tradizione è Nüwa a inventare la musica e la tecnica per suonare il flauto, ma soprattutto è lei a creare gli uomini, plasmandoli dall'argilla. La tradizione attribuisce a Nüwa anche la creazione dell'istituzione del matrimonio, grazie a questo essa è stata considerata capostipite del genere umano e prima divinità femminile della mitologia cinese. Il principale mito collegato a Nüwa è quello che riguarda la riparazione del pilastro del paradiso che separava il Cielo e la Terra.

## Leggenda

### Origini del nome
Si crede che il nome "Nüwa" derivi da uno degli antichi clan della mitologia cinese. Il primo riferimento letterario alla dea si trova nel Liezi (列子) di Lie Yukou(列圄寇), dove viene descritta mentre ripara il pilastro del paradiso. Tuttavia il nome Nüwa compare per la prima volta nel terzo capitolo dei "Canti di Chu" (楚辞) di Qu Yuan, dove viene ritratta mentre modella figure umane dall'argilla, per poi dar loro vita.
Secondo lo Shouwen Jiezi il carattere "Wā" (娲), che funge da titolo della dea, è una derivazione del carattere "Huà" (化) che spiega come l'etimologia del nome "Nüwa" (女娲) sia collegato alla capacità di "化育" (Huàyù - generare figli). Questo contribuisce a inserirla nel contesto di una società cinese antica di stampo matriarcale, organizzata intorno alla potenza creatrice e generatrice della donna.
Il nome Nüwa è ancora oggi utilizzato come nome proprio femminile, con il significato di "bella fanciulla"

### Aspetto
Nella Cina continentale Nüwa veniva spesso confusa con la dea taoista Lishan Laomu (骊山老母), di conseguenza il suo aspetto era rappresentato più simile ad una donna che ad una fanciulla immortale. Viene spesso raffigurata con una corona sulla testa, mentre sulle mani regge un compasso, delle bacchette o un bastone, oppure dei classici confuciani, delle tavolette con iscrizioni (spesso con diagrammi cosmologici) o altri strumenti di legge come lo Hu dorato (金笏, conosciuto anche come Shaku). La parte inferiore del corpo ha la forma di un serpente/drago.

### Genealogia
Secondo la mitologia cinese, dopo la creazione della Terra da parte del gigante Pangu, essa non sarebbe stata abitata da nessun altro essere oltre a Nüwa. Tuttavia, basandosi su le "Primavere e Autunni" inserite nel "Classico dei riti" (礼记), Zheng Kang afferma che Nüwa fosse la moglie di Fuxi, uno dei Tre Augusti (三皇 sānhuáng). Questa tesi è sostenuta anche da Sima Zhen nel suo Supplemento alle Memorie di uno storico - Annali dei tre augusti (补史记·三皇本纪) il quale sostiene che Nüwa e Fuxi avessero lo stesso cognome, Feng "風". Tuttavia nei commentari ai Tre Augusti e Cinque Imperatori Nüwa è stata rimossa. Secondo lo Shouwen Jiezi Nüwa era sia moglie che sorella di Fuxi. Inoltre dal periodo dei Regni Combattenti e soprattutto durante la dinastia Han furono prodotti numerosi dipinti e tavolette che raffigurano Nüwa e Fuxi insieme, con le metà inferiori dei corpi intrecciate.

## I miti

### Il mito della creazione
Nüwa non è considerata la creatrice del mondo intero, ma solo degli esseri umani e degli animali, di cui è anche protettrice.
La leggenda narra che Nüwa fosse presente agli albori del mondo, quando esso era un posto bellissimo pieno di piante e germogli in fiore. Tuttavia ella si sentiva sola e decise di creare gli animali per avere compagnia. Il primo giorno creò i polli, il secondo i cani, il terzo le pecore, il quarto i maiali, il quinto le mucche ed il sesto i cavalli. Tuttavia ella si sentiva ancora sola ed il settimo giorno prese in mano dell'argilla gialla, che iniziò a modellare a suo piacimento. Durante questo procedimento l'argilla prese vita ed ebbe origine il primo essere umano. Nüwa era talmente compiaciuta della sua creazione che decise di crearne a centinaia, mentre essi danzavano attorno a lei e alleviavano la sua solitudine. Il lavoro però era lungo e faticoso e ben presto Nüwa si stancò, quindi prese una corda intrisa d'argilla e la fece roteare fino a che il mondo fu ricoperto da grumi di fango. Secondo la leggenda i primi uomini modellati da Nüwa, quindi quelli prodotti con la terra gialla, per questo motivo divennero nobili, mentre per gli altri nati dal fango, era prevista una condizione sociale servile.
Altre versioni del mito prevedono che dapprima la dea diede vita agli uomini neri, che furono però cotti un po' troppo, poi limitando eccessivamente i tempi di cottura sfornò gli uomini bianchi, ed infine finalmente i gialli. Inoltre mentre Nüwa attendeva che le figure da lei create si asciugassero, alcune furono colpite e sciolte dalla pioggia. In questo modo nacquero le malattie e le deformità.

### Il mito dell'inondazione
Venne il tempo in cui Gong Gong, il dio delle acque, e Zhu Rong, il dio del fuoco, discutevano su chi di loro dovesse prendere il trono del paradiso, e decisero di risolvere la disputa combattendo. La loro battaglia si estese dal cielo alla terra, portando distruzione ovunque. Quando Gong Gong capì che stava per perdere, in un impeto di rabbia diede una testata al monte Bu Zhong (不周山), una montagna mitologica situata nel sud dello Xinjiang che si riteneva essere uno dei quattro pilastri che separava il cielo dalla terra. Il pilastro si spezzò (e conseguentemente anche gli altri tre), facendo collassare metà del cielo sulla terra devastandola. Le foreste si incendiarono e le acque fuoriuscite dalle crepe della terra inondarono la superficie, causando innumerevoli morti.
Nüwa, sofferente per il dolore causato all'umanità da lei stessa creata decise di porre fine alla catastrofe. Unendo cinque pietre colorate riparò il cielo, tagliò le gambe della grande tartaruga e le sostituì ai pilastri danneggiati. Successivamente uccise il Feroce Drago Nero portando la pace nella provincia di Ji. Infine raccolse le ceneri dei canneti e le dispose per fermare l'inondazione.
Il mito spiega anche come le nuvole colorate nel cielo siano il risultato dell'utilizzo delle pietre colorate. Inoltre l'utilizzo delle gambe della tartaruga giustifica il fatto che la parte occidentale della Cina sia più rialzata rispetto alla parte orientale, infatti per sostituire i pilastri ad occidente furono utilizzate le gambe più lunghe della grande tartaruga.

### L'origine del matrimonio
Un altro mito legato alla creazione dell'umanità viene spiegato nel Duyizhi (獨異志 di Li Rong) e riguarda Nüwa ed il suo fratello-marito Fuxi. All'inizio del mondo non vi erano altre persone che Nüwa e suo fratello maggiore Fuxi, che vivevano sulla montagna mitica di Kunlun. Essi volevano diventare marito e moglie in modo da poter avere figli e popolare la terra, ma si vergognavano per via del loro legame di sangue. Così dalla cima della montagna pregarono il Cielo chiedendogli di rendere possibile il loro matrimonio manifestando il suo consenso col verificarsi di un determinato evento. Su quale fosse lo specifico evento esistono diverse versioni del mito relative a diverse etnie (come Miao, Yao, Tujia e Shui). I principali eventi considerati come la manifestazione della volontà del Cielo sono: l'unirsi o il dissolversi della nebbia (o di due fili di fumo), due fuochi che anche se accesi da parti opposte si incontrino, due pietre che fatte cadere da lati opposti della montagna si incontrino a valle, un guscio di tartaruga spezzato in due parti che combacino perfettamente. Ovviamente il Cielo manifestò la sua approvazione e i due poterono sposarsi originando il primo matrimonio. Tuttavia Nüwa era ancora imbarazzata e afflitta da vergogna e sensi di colpa, così usò un ventaglio per coprirsi il volto. Questo spiega perché ancora oggi la tradizione vorrebbe che le spose si coprissero il volto con un ventaglio durante la cerimonia matrimoniale.
Secondo un'altra versione, Nüwa originò il matrimonio dopo aver creato l'umanità modellandola dall'argilla, in modo che uomini e donne potessero unirsi e procreare, togliendo così alla dea il compito del mantenere il mondo popolato.

### La creazione degli strumenti musicali
Secondo il mito Nüwa avrebbe creato un flauto di Pan (simile all'attuale Hulusi) inserendo delle canne di bambù in una zucca. Wen Yiduo, nel suo "Studio su Fuxi" (伏羲考), sostiene che anche Fuxi e Pangu abbiano a che fare con la creazione del flauto. Di conseguenza il contributo di Nüwa al mito della creazione degli strumenti musicali sarebbe legato alla fama del fratello-marito.

## Nüwa nelFengshen Yanyi
Nüwa appare anche nel Fengshen Yanyi. In questo romanzo Nüwa gode di grande rispetto sin dai tempi della Dinastia Xia per essere la figlia dell'Imperatore di Giada, ed è spesso chiamata la "Dea Serpente". Dopo la creazione della Dinastia Shang, Nüwa creò cinque pietre colorate per proteggere la dinastia con la creazione di piogge stagionali e altre qualità prodigiose. In quest'epoca, Shang Rong chiese al Re Zhou di Shang di andarla a visitare per dimostrarle il suo profondo rispetto. Dopo che Zhou, alla vista della bellissima e antica dea Nüwa (che sedeva dietro un drappo di luce), fu sopraffatto dalla meraviglia scrisse un breve poemetto e se ne andò. Quando Nüwa, al ritorno al suo tempio dopo aver visitato l'Imperatore Giallo, lesse le parole di Zhou, le trovò talmente oscene da provocare la sua ira. Così giurò che la Dinastia Shang sarebbe finita a causa delle oscenità del suo re e, accecata dalla rabbia, si recò personalmente a palazzo con l'intento di uccidere il re, ma fu ricacciata indietro da due larghi fasci di luce rossa.
Dopo essersi resa conto che il Re Zhou era destinato a governare per altri ventisei anni, Nüwa convocò i suoi tre spiriti (妖精 - Yaojing) subordinati: la Volpe Millenaria (Daji), Pipa Jing e il Fagiano a nove teste(Jiutou Zhiji Jing). Poi con queste parole Nüwa condannò la Dinastia Shang ad un cupo futuro: "La fortuna vinta seicento anni fa da Cheng Tang sta finendo. Vi comando un nuovo mandato del cielo che stabilirà il destino di tutti. Voi tre entrerete nel palazzo del Re Zhou, dove lo stregherete. Qualsiasi cosa facciate non arrecate danno a nessun altro. Se così farete, la mia offerta è di permettervi di reincarnarvi come esseri umani". In seguito di Nüwa non si seppe più nulla, ma fu certamente uno dei maggiori fattori che contribuirono indirettamente alla caduta della Dinastia Shang.

## Celebrazioni
Secondo la tradizione i suoi resti si troverebbero a Xihua (nella provincia dello Henan) e il suo tempio sarebbe stato venerato dagli imperatori delle generazioni successive per millenni, sviluppando il culto di Nüwa in tutta la provincia. Ancora oggi permangono feste celebrate presso la tomba della dea dal 12 al 17 dicembre e dal 2 al 20 gennaio. Le date più importanti di questi festival sono il 21 dicembre (ritenuto il giorno del compleanno della dea) e il 15 gennaio (che si ritiene essere il giorno in cui Nüwa riparò il pilastro del paradiso).
Nella contea di Huaiyang, nello Henan, esiste un complesso di templi chiamato Tomba di Hai Hao (o Tempio Renzu). Qui ogni anno dal 2 febbraio al 3 marzo si celebra il "Festival Renzu", in occasione del compleanno di Fuxi. Nonostante la divinità principale a cui è dedicata la celebrazione sia Fuxi, anche Nüwa viene venerata in quest'occasione. Alcune pellegrine fanno delle scarpe ricamate e le sacrificano a Nüwa ponendole nel tempio o bruciandole con incenso, cartamoneta o edifici di carta. Le donne spesso ballano la dajingtiao (o danhualan "portare un cesto di fiori sulla spalla"), per celebrare gli antenati. Le danzatrici migliori sono considerate avere la vera pietà filiale e quindi degne di poter ricevere la benedizione di Nüwa.